# 170 p.n.e.
| [ Edytuj tabelę ] | |
| Król Armenii      | - 188 p.n.e. Artakses I 165 p.n.e.                                                                                 |
| Król Baktrii      | - 185 p.n.e. Antymachos 170 p.n.e. - 175 p.n.e. Demetriusz II 170 p.n.e. - 170 p.n.e. Eukratydes I 145 p.n.e.      |
| Król Bitynii      | - 182 p.n.e. Prusjasz II 149 p.n.e.                                                                                |
| Cesarz Chin       | - 180 p.n.e. Han Wendi 157 p.n.e.                                                                                  |
| Władca Egiptu     | - 180 p.n.e. Ptolemeusz VI 145 p.n.e. - 173 p.n.e. Kleopatra II 115 p.n.e. - 170 p.n.e. Ptolemeusz VIII 163 p.n.e. |
| Król Ilirii       | - 181 p.n.e. Gentios 168 p.n.e.                                                                                    |
| Król Kapadocji    | - 220 p.n.e. Ariarates IV 163 p.n.e.                                                                               |
| Władca Korei      | - 194 p.n.e. Wiman 161 p.n.e.                                                                                      |
| Król Macedonii    | - 179 p.n.e. Perseusz Antygonida 168 p.n.e.                                                                        |
| Król Numidii      | - 206 p.n.e. Masynissa 148 p.n.e.                                                                                  |
| Król Partów       | - 171 p.n.e. Mitrydates I 138 p.n.e.                                                                               |
| Władca Pergamonu  | - 197 p.n.e. Eumenes II 159 p.n.e.                                                                                 |
| Król Pontu        | - 185 p.n.e. Farnakes I 159 p.n.e.                                                                                 |
| Władca Seleucydów | - 175 p.n.e. Antioch IV Epifanes 164 p.n.e.                                                                        |
| Król Tracji       | - 171 p.n.e. Kotys IV 167 p.n.e.                                                                                   |

Rok 170 p.n.e.
stulecia: III wiek p.n.e. ~
II wiek p.n.e. ~
I wiek p.n.e.

lata: 180 p.n.e. «
174 p.n.e. «
173 p.n.e. «
172 p.n.e. «
171 p.n.e. «
170 p.n.e. »
169 p.n.e. »
168 p.n.e. »
167 p.n.e. »
166 p.n.e. »
160 p.n.e.

## Wydarzenia
- zwycięstwo Xiongnu nad Yuezhi uczyniło ich panami azjatyckich stepów
- Partowie rozpoczęli podbój królestwa Seleucydów
- wybuchła VI wojna syryjska, Antioch IV wkroczył do Egiptu
- budowa w Pergamonie pierwszego wodociągu wodnego działającego na zasadzie ciśnienia wody (data sporna lub przybliżona)
- wznowienie po 350 latach budowy świątyni Zeusa Olimpijskiego w Atenach
- Arystarch z Samotrake został szóstym dyrektorem Biblioteki Aleksandryjskiej